# Humbug
Humbug é o terceiro álbum de estúdio da banda britânica de rock Arctic Monkeys. Foi lançado em 19 de agosto de 2009 pela gravadora Domino. Como seu lançamento anterior, Favourite Worst Nightmare, foi primeiramente lançado no Japão, seguido por Austrália, Brasil, Irlanda e Alemanha em 21 de agosto do mesmo ano. Foi então lançado no Reino Unido em 24 de agosto, nos Estados Unidos no dia seguinte, e em 31 de agosto na Grécia.
A banda começou a compor um novo material para o álbum no final do verão de 2008, finalizando-o na primavera de 2009. Gravado totalmente nos Estados Unidos, o Arctic Monkeys trabalhou com o músico Josh Homme, que produziu as faixas gravadas em Los Angeles e no deserto de Monjave ao lado das faixas produzidas por James Ford em Nova Iorque. Musicalmente, o som do álbum é um afastamento do rock de garagem e da influência punk da banda, incorporando elementos de stoner rock, surf rock, desert rock e tons ambientes. As composições do vocalista Alex Turner também apresentam um afastamento de sua poesia kitchen-sink, sendo substituídas por analogias.
O lançamento do álbum precedeu a apresentação da banda nos festivais de Reading e Leeds, no final daquela semana. Chegou ao topo da parada de álbuns britânicos e foi certificado como platina no Reino Unido. Apesar de não receber a mesma aclamação que seus anteriores Whatever People Say I Am, That's What I'm Not (2006) e Favourite Worst Nightmare (2007), Humbug recebeu uma resposta positiva, com os críticos observando a banda expandindo seu som e temas, enquanto a sonoridade do álbum foi reconhecida como mais sombria do que as gravações anteriores mais otimistas da banda.

## Faixas
Todas as letras escritas por Alex Turner, todas as músicas compostas por Arctic Monkeys.
| N.º | Título                 | Duração |  |
| 1.  | "My Propeller"         | 3:27    |  |
| 2.  | "Crying Lightning"     | 3:43    |  |
| 3.  | "Dangerous Animals"    | 3:30    |  |
| 4.  | "Secret Door"          | 3:43    |  |
| 5.  | "Potion Approaching"   | 3:32    |  |
| 6.  | "Fire and the Thud"    | 3:57    |  |
| 7.  | "Cornerstone"          | 3:17    |  |
| 8.  | "Dance Little Liar"    | 4:43    |  |
| 9.  | "Pretty Visitors"      | 3:40    |  |
| 10. | "The Jeweller's Hands" | 5:42    |  |

| Faixas bônus da edição japonesa |                                                         |         |  |
| N.º                             | Título                                                  | Duração |  |
| 11.                             | "I Haven't Got My Strange"                              | 1:29    |  |
| 12.                             | "Red Right Hand" (Cover de Nick Cave and the Bad Seeds) | 4:19    |  |

| Faixa bônus da edição do iTunes |             |         |  |
| N.º                             | Título      | Duração |  |
| 11.                             | "Sketchead" | 2:02    |  |

## Ficha técnica
Arctic Monkeys
- Alex Turner – vocais principais, vocais de apoio (3–6, 8–10), guitarra, teclados (3–4, 6, 8–10)
- Jamie Cook – guitarra
- Nick O'Malley – baixo, vocais de apoio (exceto em "Cornerstone")
- Matthew "Matt" Helders – bateria, percussão, vocais de apoio (1, 4–6, 8)

Músicos adicionais
- John Ashton – teclados (1–2, 7), vocais de apoio (1–2)
- Alison Mosshart – vocais adicionais (6)

Produção musical
- Joshua Homme – produção (2, 3, 5, 6, 8–10)
- James Ford – produção (1, 4, 7, 11)
- Alain Johannes – engenharia de áudio
- Justin Smith – assistência de engenharia (2, 3, 5, 6, 8–10)
- Claudius Mittendorfer – engenharia adicional (2, 5)
- Rich Costey – mixagem
- Howie Weinberg – masterização

Produção artística
- Guy Aroch – capa, encarte
- Chapman Baehler – encarte
- Mark Bull – encarte
- Justin Smith – encarte

## Paradas
| Paradas (2009)                            | Melhor posição |
| ----------------------------------------- | -------------- |
| Alemanha (Media Control Charts)           | 4              |
| Austrália (ARIA Charts)                   | 2              |
| Áustria (Ö3 Austria Top 40)               | 7              |
| Bélgica (Ultratop)                        | 1              |
| Dinamarca (Hitlisten)                     | 4              |
| Espanha (PME)                             | 5              |
| Finlândia                                 | 11             |
| França (SNEP)                             | 2              |
| Grécia (IFPI)                             | 17             |
| Irlanda (IRMA)                            | 1              |
| Itália (FIMI)                             | 17             |
| Japão (Oricon)                            | 3              |
| México (AMPROFON)                         | 23             |
| Nova Zelândia (Recorded Music NZ)         | 3              |
| Noruega (VG-lista)                        | 7              |
| Países Baixos                             | 2              |
| Polônia (Polish Music Charts)             | 49             |
| Portugal                                  | 7              |
| Suécia (Sverigetopplistan)                | 12             |
| Suíça (Swiss Albums Chart)                | 7              |
| Reino Unido (The Official Charts Company) | 1              |
| Estados Unidos (Top Independent Albums)   | 1              |
| Estados Unidos (Billboard 200)            | 15             |